# Alvarado (Colombia)
Alvarado è un comune della Colombia facente parte del dipartimento di Tolima. 
L'abitato venne fondato da Pedro de Alvarado nel 1540.